# آندرس اوپر
آندرس اوپر (استونیایی: Andres Oper؛ زادهٔ ۷ نوامبر ۱۹۷۷) یک بازیکن و مربی فوتبال اهل استونی است.

## باشگاهی
از باشگاه‌هایی که در آن بازی کرده‌است می‌توان به باشگاه فوتبال نئا سالامیس فاماگوستا، باشگاه فوتبال شانگهای شنهوآ، دن هاگ، باشگاه فوتبال رودا جی‌سی کرکراد و باشگاه فوتبال فلورا تالین اشاره کرد.
وی با ۳۸ گل زده بهترین گلزن تیم ملی فوتبال استونی محسوب می‌شود.

## آمار بازی‌های ملی
| تیم ملی | سال   | بازی | گل |
| ------- | ----- | ---- | -- |
| استونی  |       |      |    |
| ۱۹۹۵    | ۳     | ۰    |    |
| ۱۹۹۶    | ۵     | ۰    |    |
| ۱۹۹۷    | ۱۴    | ۲    |    |
| ۱۹۹۸    | ۱۳    | ۲    |    |
| ۱۹۹۹    | ۱۳    | ۵    |    |
| ۲۰۰۰    | ۹     | ۶    |    |
| ۲۰۰۱    | ۱۱    | ۲    |    |
| ۲۰۰۲    | ۸     | ۴    |    |
| ۲۰۰۳    | ۶     | ۲    |    |
| ۲۰۰۴    | ۷     | ۲    |    |
| ۲۰۰۵    | ۹     | ۵    |    |
| ۲۰۰۶    | ۴     | ۲    |    |
| ۲۰۰۷    | ۶     | ۱    |    |
| ۲۰۰۸    | ۴     | ۲    |    |
| ۲۰۰۹    | ۲     | ۰    |    |
| ۲۰۱۰    | ۴     | ۱    |    |
| ۲۰۱۱    | ۲     | ۰    |    |
| ۲۰۱۲    | ۱۰    | ۲    |    |
| ۲۰۱۳    | ۳     | ۰    |    |
| ۲۰۱۴    | ۱     | ۰    |    |
| مجموع   | مجموع | ۱۳۴  | ۳۸ |